# Подопригора Михайло Софронович
Подопригора Михайло Софронович (1889—1942) повстанський командир махновець, командир РПАУ.

## Біографія
Михайло народився в російській родині православної за віросповіданням в 1889 році в селі Криворіжжя, Криворізької волості, Бахмутского повіту, Катеринославської губернії, Російської імперії. У рідному селі закінчив чотирикласну школу.
У 1914 році одружився з Олейниковою Катериною Михайлівною, вінчання пройшло в Стрітенському храмі села Добропілля. Після одруження разом з дружиною покинули рідне село і переїхали в інше місце проживання.
З початком Першої світової війни в березні 1915 року під час 3-й черзі мобілізації був покликаний в 416-й піхотний Верхньо-Дніпровський полк, який входив в 104 піхотну дивізію з якою вирушив на Східний фронт. 11 липня 1915 року в районі Ковно отримав кульове поранення в руку, після чого був відправлений в лазарет в місто Вязники Володимирській губернії. Після лікування повернувся в рідну частину.
У липні 1917 частина в якій служив Подопригора була включена в 1-й український корпус. У серпні 1917 до командування 104 пішої дивізії приступив Яків Гандзюк. Після Жовтневого перевороту дивізія була перекинута до Києва 7 грудня дивізія була перейменована в 1-я пішу Украінскаую козацьку дивізію. Ця дивізія брала участь в обороні Києва від більшовиків у січні 1918 року.
За одними відомостями в кінці 1917 по іншим на початку 1918 року Подопригора повернувся в рідне село.
У серпні 1918 року Подопригора очолив малочисельний повстанський загін в селі Криворіжжя разом з яким здійснював напад на німецькі колонії загони гайдамаків і німців. 19 листопада 1918 загін Підопригори спільно з іншими повстанськими загонами під командуванням петлюрівського сотника Гудвіло роззброїв державну варту в місті Покровськ. В кінці листопада анархо-махновець Подопригора ліквідував в Криворіжжі волостную управу, після чого Михайло об'єднав всі повстанські загони волості в один в який входило 120 бійців, і очолив штаб цього загону який розмістився в Криворіжжі. Після цього загін Підопригори приступив до разброєння петлюрівських загонів і загонів німецьких колоністів. Найбільш запекле зіткнення було в колонії Шидлово де повстанцям протистояла німецька самооборона. У кінці грудня Подопригора на чолі зі своїм загоном виступив на допомогу Золотоколодезянскім повстанцям які очікували прибуття петлюрівських частин у Золотий Колодязь.
30 грудня 1918 року об'єднані загони повстанців зустріли частина Армії УНР на хуторі Новотроїцькому, зав'язався запеклий бій троє бійців Підопригори загинули після чого він відступив.
Інформація чим займався Подопригора на початку 1919 року відсутня за одними відомостями він приєднався до загону махновця Петра Петренко, за іншими влився в 75-й радянський полк.
25 грудня 1919 роки після звільнення села від білогвардійців Подопригора очолив сільській ревком.
У 1920 році Подопригора вбили в селі Криворіжжя там же він і похований.

## Родина
- брат Подопригора Іван Сафронович